# Saint-Étienne-sous-Bailleul
Saint-Étienne-sous-Bailleul è un comune francese di 399 abitanti situato nel dipartimento dell'Eure nella regione della Normandia.

## Società

### Evoluzione demografica
Abitanti censiti